# Духовий футбол
Духовий футбол (англ. Blow football) — настільна гра, в якій гравці переміщують легкі предмети (зазвичай м'ячик або зім'ятий папір) по ігровому полю, дуючи на них, намагаючись забити гол у ворота суперника як і в інших видах футболу. Дана настільна гра, популярна у Великій Британії.

## Опис
У цю гру часто грають з підручними матеріалами, такими як соломинки для напоїв та м'ячики для настільного тенісу, але в деяких іграшкових магазинах її також продають у вигляді набору. Набори зазвичай містять кілька пластикових трубок, м'ячик та двоє пластикових воріт. Деякі версії можуть включати двох пластикових воротарів на палицях, якими гравці захищають ворота, або футбольне поле, розкладене на шматку тканини, який потім кладуть на стіл і використовують як ігрову поверхню, або навіть жорстку поверхню для гри з піднятими бортами, щоб м'яч не виходив за межі поля. У грі беруть участь щонайменше двоє гравців, хоча деякі набори містять більше трубок, щоб грати могла вся родина. Трубки можуть бути простими або мати мундштуки, як у горохостріла.
Різні версії гри були випущені фірмами Spears Games, Peter Pan Playthings, J & L Randall та кількома іншими виробниками.

## Різновиди
Можна виділити кілька різновидів гри:
- Класичний (з м'ячиком). Найбільш поширений варіант, де використовується легкий м'ячик (наприклад, для настільного тенісу, або зім'ятий папір) і два гравці дують на нього через соломки або просто ротом, намагаючись забити гол у ворота.[3]
- З перешкодами. На ігровому полі (наприклад, на столі) додаються імпровізовані перешкоди (невеликі книжки, олівці, конструктор), які ускладнюють шлях м'ячика до воріт.
- Командний. Замість двох гравців, грають дві команди (наприклад, по два гравці з кожного боку столу), кожен з яких відповідає за свою ділянку поля. Це вимагає більшої координації та командної роботи.[4]
- З різними цілями/предметами. Замість стандартного м'ячика можуть використовуватися інші легкі предмети (наприклад, ватяна кулька, невелика пластикова фігурка), що змінює динаміку гри та швидкість переміщення. Інколи грають на «очки», проганяючи через «ворота» об'єкти різної бальності.
- На імпровізованому полі. Гра не обмежена стандартним столом. Це може бути будь-яка рівна поверхня, що дозволяє створювати унікальні ігрові зони з підручних матеріалів.[3]

## У масовій культурі
Духовий футбол — тема першого епізоду другого сезону британської комедії «Лондонські тости».

## Інтернет-джерела
ANGELO KASKA (9 квітня 2020). How To Play Blow Football. Процитовано 8 червня 2025 — через YouTube.